# Золсиак-Бирманн, Ким
Ки́мберли Мари́ «Ким» Зо́лсиак-Би́рманн (англ. Kimberleigh Marie «Kim» Zolciak-Biermann; 19 мая 1978, Пенсакола, Флорида, США) — американская кантри-певица и телевизионная персона. Бывшая участница реалити-шоу «The Real Housewives of Atlanta» и участница реалити-шоу «Don't Be Tardy».

## Личная жизнь
В 1990-х годах Ким состояла в фактическом браке. У бывшей пары есть дочь — Бриэлл Золсиак  (ныне Бирманн; род.25.02.1997).
В 2001—2003 года Ким была замужем за Дэниелом Тосом. У бывших супругов есть дочь — Ариана Золсиак (ныне Бирманн; род.18.10.2002).
С 11 ноября 2011 года Ким замужем во второй раз за футболистом Кроем Бирманном (род.1985), с которым она встречалась 18 месяцев до их свадьбы. У супругов есть четверо детей: сыновья Крой Джаггер Бирманн-младший (род.30.05.2011) и Кэш Кейд Бирманн (род.15.08.2012) и дочь и сын-близнецы — Кайя Роуз Бирманн и Кейн Рен Бирманн (род.25.11.2013). В июле 2013 года Бирманн удочерил дочерей жены от предыдущих отношений, Бриль и Ариану, и дал им свою фамилию.
22 сентября 2015 года Ким перенесла микроинсульт.